# Gli anni del giudizio
Gli anni del giudizio è un romanzo di Giovanni Arpino del 1958.
Si tratta, secondo Lorenzo Mondo, del «primo libro davvero importante» dello scrittore, un esempio di letteratura impegnata che si cala nella realtà della politica, in cui il lettore trova «piena aderenza ai fatti contemporanei». Il romanzo racconta le incertezze e i dubbi di un militante del partito comunista, che per certi aspetti anticipano le inquietudini vissute dai due protagonisti di uno dei romanzi successivi, Una nuvola d'ira del 1962, anch'essi comunisti in difficoltà di fronte all'evolversi della società.

## Trama
La vicenda si svolge a Bra, nelle settimane che precedono le elezioni politiche del 1953.
Ugo ed Ester Braida, di trenta e venticinque anni, sono una giovane coppia che vive a Bra, in una casa da cui si vede la piazza del municipio, dominata dalla statua del beato Cottolengo. Ugo è un operaio, che ogni giorno si sobbarca un faticoso viaggio in treno per raggiungere la fabbrica a Torino, mentre Ester, incinta, dopo avere perso il lavoro in una camiceria lavora in casa come sarta. Con loro vive anche la madre di Ester, malata, mentre il padre della ragazza, tenacemente attaccato alle sue terre, ha preferito continuare a fare il contadino.
Ugo è un attivista e convinto sostenitore del partito comunista. In vista delle elezioni il suo impegno, nonostante la fatica del lavoro in fabbrica e le attenzioni rivolte a Ester, si moltiplica. Con gli amici e compagni Andreino, Taricco e il Moro, Ugo sottrae ore al sonno e durante la notte gira i paesi vicini per attaccare manifesti elettorali.
Ugo viene anche incaricato da Pagliero, uno dei coordinatori della sezione locale, di tenere un comizio in un piccolo centro. Ugo vorrebbe rifiutare perché non si ritiene un buon oratore, ma in seguito si lascia trascinare dall'entusiasmo e la preparazione del discorso lo assorbe per molti giorni. Al comizio assiste a sorpresa anche il padre di Ester, nonostante le sue idee politiche conservatrici siano molto diverse da quelle di Ugo. Tutti i presenti si complimentano con Ugo per la riuscita del discorso, ma Pagliero sostiene che Ugo ha parlato troppo poco del partito. Ugo ha incentrato il comizio, come si voleva, contro la cosiddetta legge truffa, che avrebbe consegnato i due terzi dei seggi a chi avesse ottenuto anche solo metà dei voti, ma si è anche lasciato andare a considerazioni personali, arrivando a elogiare paesi non comunisti come la Germania e l'Inghilterra. Ugo è rattristato e cerca di capire se ha commesso errori, ma in lui nascono un malessere e un'insofferenza verso la rigida burocrazia del partito. Pagliero impedisce a Ugo di tenere, come gli aveva chiesto, il comizio successivo.
Un altro motivo di screzio tra Ugo e Pagliero viene da Antonietta, una comune amica che è incinta del Pagliero; quest'ultimo si rifiuta di riconoscere il figlio, irritando Ugo che vede in questo un comportamento non coerente con le loro comuni idee.
Ugo comincia a perdere fiducia, gli pare che il lavoro a Torino gli faccia perdere contatto con la reale situazione delle sue terre, qualche volta gli viene il desiderio di «togliersi la politica dalla testa», di «starsene tranquillo fregandosene del mondo» come tanta gente riesce a fare.
Pochi giorni prima delle elezioni si svolge a Cuneo un comizio di Palmiro Togliatti. Ugo vi partecipa col Pagliero, il vecchio attivista Battista e altri membri della loro sezione. Al termine del comizio, un compagno di Roma, che tutti chiamano professore, dà un altro colpo alle certezze di Ugo, sostenendo che molti paesi comunisti, come l'Ungheria, la Polonia e la Repubblica Democratica Tedesca, sono un disastro e ci vorranno molti anni per regolarizzarne la situazione.
Giunge infine il giorno delle elezioni. Ugo, dopo avere votato, preferisce rimanere chiuso in casa. Ha strappato il certificato elettorale della madre di Ester, per evitare che la donna, fervente cattolica, potesse dare il voto a un partito avversario, ma teme che qualcuno la venga a prendere con un nuovo certificato per convincerla a votare. Ugo ed Ester vedono dalla loro casa una vecchia trascinata al municipio da alcuni uomini: il racconto si chiude con gli stessi uomini che bussano insistentemente alla porta della casa di Ugo ed Ester.

## Edizioni
- Giovanni Arpino, Gli anni del giudizio, I coralli n. 91, Einaudi, 1958,  p. 226.
- Giovanni Arpino, Gli anni del giudizio, Nuovi coralli n. 159, Einaudi, 1976,  p. 220.